# Lycodes mcallisteri
Lycodes mcallisteri es una especie de pez de la familia de los Zoarcidae en el orden de los perciformes.

## Morfología
- Los machos pueden llegar a alcanzar los 37,5 cm de longitud total y las hembras 23 cm.
- Número de vértebras: 100-104

## Alimentación
Come peces hueso.

## Hábitat
Es un pez de mar y de aguas profundas que vive entre 298-668 m de profundidad.

## Distribución geográfica
Se encuentra en el Canadá.

## Costumbres
Es de costumbres bentónicos.

## Observaciones
Es inofensivo para los humanos. 